# Kolchoznyj (Adygejsko)
Kolchoznyj je osada v Giaginském rajónu Adygejské republiky Ruské federace. Je součástí Sergijevského vesnického okresu.
Nachází se v jihovýchodní části Giaginského rajónu, na levém břehu řeky Gačuči. Je vzdálena 8 km jihozápadně od vesnice Sergijevskoje, 37 km jihovýchodně od stanice Giaginskaja a 26 km severovýchodně od města Majkop.

## Historie
Původní název osady zněl Oboldujevskij. Roku 1966 byla přejmenována na Kolchoznyj.